# Praomys misonnei
Praomys misonnei — вид гризунів родини мишевих. Зустрічається в Демократичній Республіці Конго, Кенії та Уганді. Його природні місця існування — це субтропічні або тропічні вологі рівнинні ліси, субтропічні або тропічні вологі гірські ліси та орні землі.

## Морфологічна характеристика
Це дрібний гризун з довжиною голови й тулуба від 89 до 123 мм, довжиною хвоста від 113 до 163 мм, довжиною стопи від 21 до 26 мм, довжиною вух від 16 до 21 мм і вагою до 48 грамів. Шерсть довга та м'яка. Верх від червонуватого у молодших екземплярів до сірого забарвлення у старших, тоді як черевні частини сірувато-білі. Основа волосків всюди сірувата. Передні ноги білі, задні світлі з білуватими відблисками. Хвіст довший за голову й тулуб, темно-сірий зверху і трохи світліший знизу.

## Поведінка
Це нічний і частково деревний вид.